# プブリウス・リキニウス・クラッスス
プブリウス・リキニウス・クラッスス（ラテン語: Publius Licinius Crassus, 紀元前86年頃 - 紀元前53年）は、共和政ローマ末期の政務官。第一回三頭政治を行ったマルクス・リキニウス・クラッススの息子。ガリア戦争で活躍した。

## 生涯

### 前半生
マルクス・リキニウス・クラッススを父、テルトゥッラを母とし、紀元前86年頃生まれたとする学者が多い。その場合、兄弟のマルクス・リキニウス・クラッスス (紀元前54年の財務官)は弟になる。
父クラッススはカティリナ事件への関与をマルクス・トゥッリウス・キケロに疑われていたため彼を嫌っていたが、プブリウスは文学好きでキケロを尊敬しており、父を説き伏せて彼と親交を持ったという。キケロもまた、若い彼に名誉を得たいなら父祖の風習に従うようアドバイスし、シリアにいる父クラッスス宛の書簡の中で、プブリウスと弟マルクスを美徳と人気を兼ね備えていると褒めている。

### ガリア戦争
紀元前58年、遠近ガリア担当プロコンスル、ガイウス・ユリウス・カエサルの元でプラエフェクトゥスとして騎兵を指揮。アリオウィストゥス率いるゲルマン人との戦いでは、敵右翼の激しい攻撃に対し、援軍を派遣している（ウォセグスの戦い）。
紀元前57年からは、レガトゥス（副官）として一個ローマ軍団を指揮し、大西洋沿岸地域のガリア人諸部族を帰服させた。第七軍団を率いて大西洋側のアンデスで越冬中、穀物が不足したため、諸部族に対して使者を派遣したが、これがきっかけとなってウェネティ族 (ガリア)らが反乱を起こした。翌紀元前56年、ガリア南西部のアクィタニアに派遣され、諸部族との戦闘に勝利し、その大部分を降伏させた。
紀元前55年、おそらくクァエストルに就任し、またルキウス・リキニウス・ルクッルスの後継アウグルに就任したと考えられている。クィントゥス・カエキリウス・メテッルス・ピウス・スキピオ・ナシカの娘コルネリア（en）と結婚したのもこの頃である。

### 対パルティア戦争
紀元前54年冬、父によるパルティア遠征に従軍するため、ガリアから騎兵1,000を連れて、シリア属州の父に合流した。ユーノー神殿から出る時、つまずいて父ともつれ合ったことが悪い兆しと見做されたという。翌紀元前53年、騎兵を率いて軍の一翼を担い、バリッスス川へたどり着いた。軍団は休息を必要としていたが、プブリウスは父に進軍を進言した。カルラエの戦いではパルティアの弓騎兵が無尽蔵に矢を撃ち込んでくるのに対し、父の命令で突撃したが、突出したところを包囲された。プブリウスは配下のガリア騎兵と共によく戦ったものの、軽装の彼らでは突破出来ず、プブリウスも重症を負い、最後は彼を守る騎兵共々撃ち殺されたという。カッシウス・ディオは、敵を侮って釣り出され、包囲して斬られたと記している。

プブリウスの死後、妻コルネリアは紀元前52年にグナエウス・ポンペイウスの5番目の妻となったが、紀元前49年9月に自身の目の前で再び夫の死に遭遇することとなった。